# Marko Šćekić
Marko Šćekić (serbisch-kyrillisch Марко Шћекић; * 23. Mai 1981 in Zvornik, SR Bosnien und Herzegowina) ist ein ehemaliger serbischer Basketballspieler, der für verschiedene Vereine in Europa gespielt hat. Sein größter Erfolg ist die deutsche Meisterschaft 2009 mit den EWE Baskets Oldenburg. 2011 gewann er mit KK Budućnost Podgorica den montenegrinischen Pokalwettbewerb, wechselte aber im Anschluss zum Saisonende in die italienische Serie A zum Traditionsverein aus Cantù. Nach weiteren Stationen in Italien, Bosnien und Slowenien beendete er 2015 seine aktive Karriere und wurde Trainerassistent beim KK Igokea Aleksandrovac in seiner bosnisch-serbischen Heimat.

## Karriere
Šćekić wechselte im Jahr 2000 von seinem Heimatverein zum bosnischen Doublegewinner KK Borac aus Banja Luka. Mit dem jungen Šćekić konnte der Verein diese Erfolge in den folgenden Jahren nicht wiederholen. 2004 wechselte Šćekić schließlich ins serbische Novi Sad zum KK Vojvodina. Drei Jahre verließ er auch diesen Verein und wechselte für eine Saison ins polnische Zgorzelec. Mit der polnischen Vizemeisterschaft 2007 mit Turów konnte er sich im Nachbarland Deutschland empfehlen und wurde von seinem serbischen Landsmann Predrag Krunić als Trainer der EWE Baskets in die deutsche Basketball-Bundesliga geholt. In seiner ersten Spielzeit in Deutschland gelang gleich der erste Meistertitel für den norddeutschen Verein in einer dramatischen Finalserie 2009 gegen die Telekom Baskets Bonn. In der folgenden Saison startete man als Hauptrundenerster in die Play-offs 2010 und schied wie alle anderen Mannschaften mit Heimrecht in der ersten Play-off-Serie trotz einer Leistungssteigerung von Šćekić gegenüber der Hauptrunde gegen den Hauptrundenachten Phantoms Braunschweig aus. Nach dieser für den Titelverteidiger enttäuschenden Erfahrung fiel auch Šćekić dem personellen Umbau zum Opfer und er wechselte zurück in die Balkanregion
Šćekić schloss sich 2010 dem in Montenegro dominierenden KK Budućnost aus Podgorica an. Nach dem Pokalsieg 2011 in Montenegro wurde er für die Play-offs der italienischen Meisterschaft vom ehemaligen Landesmeister-Pokalsieger aus Cantù unter Vertrag genommen. Nach der Vizemeisterschaft mit Cantù am Saisonende, als man die Finalserie gegen Serienmeister Montepaschi Siena verlor, schied man in der folgenden Saison als Hauptrundendritter bereits in der ersten Play-off-Runde aus. Als Vizepokalsieger 2012 gewann man zu Saisonbeginn der Spielzeit 2012/13 die italienischen „Supercoppa“ gegen Siena und sicherte sich als Sieger der Qualifikationsrunde vor heimischen Publikum eine erneute Teilnahme am höchsten europäischen Vereinswettbewerb EuroLeague 2012/13, in der man jedoch diesmal in der Vorrunde ausschied, nachdem man ein Jahr zuvor noch die Runde der 16 besten Mannschaften Europas erreicht hatte. Am Saisonende erreichte man in der nationalen Meisterschaft das Halbfinale, nachdem man in der ersten Runde den Hauptrundenzweiten Banco di Sardegna Sassari knapp bezwingen konnte. Hier verlor man gegen Acea Rom trotz einer Führung in Siegen die entscheidenden beiden letzten Spiele in der „Best-of-Seven“-Serie. Anschließend wechselte Šćekić zu Pallacanestro Cimberio aus Varese, die ihr Halbfinale gegen Serienmeister Siena verloren hatten. Der Hauptrundenerste der vergangenen Saison verpasste jedoch am Ende der Saison 2013/14 den erneuten Einzug in die Play-offs, nachdem man bereits im Eurocup 2013/14 nach nur drei Siegen in zehn Vorrundenspielen frühzeitig ausgeschieden war.
Kurz vor Beginn der Saison 2014/15 wechselte Šćekić zurück in die Region um Banja Luka und schloss sich dem KK Igokea in der Opština Laktaši. Der bosnische Meister und vormalige Eurocup-Teilnehmer entließ Šćekić jedoch bereits nach einem Monat wieder aus seinem Vertrag, so dass dessen letzte Karrierestation im Frühjahr 2015 die Helios Suns aus dem slowenischen Domžale wurden. Der Tabellensiebte bezwang in den Play-offs überraschend den KK Union Olimpija, verlor aber die Halbfinalserie um die Meisterschaft gegen den KK Rogaška. Zur folgenden Saison wurde Šćekić Trainerassistent beim KK Igokea, der ihn ein Jahr zuvor als Spieler noch frühzeitig entlassen hatte.